# Луда Яна
Луда Яна е река в Южна България протичаща през област Пазарджик (общини Панагюрище и Пазарджик), ляв приток на река Марица. Дължината ѝ е 74 km, която ѝ отрежда 43-то място сред реките на България.

## Географска характеристика

### Извор, течение, устие
Река Луда Яна извира от 1423 m н.в. под името Елишка река в западното подножие на връх Бич (1449 m) в Същинска Средна гора. До град Панагюрище тече в югозападна посока в дълбока долина. Преди града завива на юг, вече под името Панагюрска Луда Яна и пресича Панагюрската котловина. След това продължава на юг, а от село Бъта на югоизток в дълбока проломна долина вече под името Луда Яна. При село Росен навлиза в Горнотракийската низина и тече в широко песъчливо корито. Влива се отляво в река Марица на 195 m н.в., северно от село Синитово. Според съществуващи легенди и народни песни от Средногорието реката е наречена на хайдутката Луда Яна.

### Водосборен басейн, притоци
Площта на водосборния басейн на реката е 685 km2, което представлява 1,3% от водосборния басейн на Марица, а границите на басейна ѝ са следните:
- на север, запад и югозапад – с водосборния басейн на река Тополница;
- на изток – с водосборните басейни на реките Пясъчник и Потока, леви притоци на Марица.

Основни притоци: → ляв приток, ← десен приток
- ← Рогачевска река
- → Брежки дол
- → Гърми дол
- ← Окошка река
- ← Мулейска река
- ← Магарешка река
- ← Банско дере
- → Свинарско дере
- → Бистринско дере
- ← Банска Луда Яна
- ← Газян дере
- ← Пчелински дол
- → Стрелчанска Луда Яна (най-голям приток)
- ← Къшладере

### Хидроложки показатели
Реката е с дъждовно-снежно подхранване, като максимумът е в периода март-юни, а минимумът – юли-октомври. Среден годишен отток при село Сбор – 3,60 m3/s.
Въпреки че коритото на реката в Горнотракийската низина навсякъде е коригирано с водозащитни диги невъднъж Луда Яна (както сочи и името ѝ) е излизала от дигите и е наводнявала околните райони. Последното голямо наводнение е през 2005 г.

## Селища
По течението на реката са разположени 6 населени места, в т.ч. 1 град и 5 села:
- Община Панагюрище – Панагюрище, Попинци;
- Община Пазарджик – Росен, Черногорово, Крали Марко, Пищигово;

## Стопанско значение
В Панагюрската котловина и Горнотракийската низина водите на реката се използват за напояване и промишлено водоснабдяване за част от предприятията в град Панагюрище.
По долината на Луда Яна от Панагюрище до Попинци преминава участък от 16,4 km от второкласен път № 37 от Държавната пътна мрежа Ябланица – Пазарджик – Доспат.

## Етимология
Според българския географ Павел Делирадев името на реката идва от лудото ѝ течение след проливни дъждове и от името на българска героиня от Османското иго, която се е казвала Яна. Втората версия е една древна легенда, в която се разказва за красива българска девойка, на име Яна, която искали да омъжат насила за богат турчин. Момичето отказало и за да се спаси се хвърлило от една скала право в реката. Турчинът казал, че това момиче явно е лудо. От съчетаването на думите „Лудо момиче“ и името ѝ Яна се е получило Луда Яна. Има и трета версия на българския езиковед академик Стефан Младенов, според която е възможно тракийската дума „Яна“ да означава река.

## Други
На Луда Яна е наречена улица в квартал „Хаджи Димитър“ в София (Карта).

## Топографска карта
- Лист от карта K-35-49. Мащаб: 1 : 100 000.
- Лист от карта K-35-61. Мащаб: 1 : 100 000.